# Clarence (Louisiana)
Clarence és una població dels Estats Units a l'estat de Louisiana. Segons el cens del 2000 tenia 516 habitants.

## Demografia
Segons el cens del 2000, Clarence tenia 516 habitants, 191 habitatges, i 141 famílies. La densitat de població era de 125,3 habitants/km².
Dels 191 habitatges en un 40,8% hi vivien nens de menys de 18 anys, en un 36,1% hi vivien parelles casades, en un 33,5% dones solteres, i en un 25,7% no eren unitats familiars. En el 22,5% dels habitatges hi vivien persones soles el 7,3% de les quals corresponia a persones de 65 anys o més que vivien soles. El nombre mitjà de persones vivint en cada habitatge era de 2,7 i el nombre mitjà de persones que vivien en cada família era de 3,17.
Per edats la població es repartia de la següent manera: un 32,6% tenia menys de 18 anys, un 8,9% entre 18 i 24, un 24,8% entre 25 i 44, un 21,7% de 45 a 60 i un 12% 65 anys o més.
L'edat mediana era de 32 anys. Per cada 100 dones de 18 o més anys hi havia 78,5 homes.
La renda mediana per habitatge era de 25.278 $ i la renda mediana per família de 25.694 $. Els homes tenien una renda mediana de 24.375 $ mentre que les dones 17.841 $. La renda per capita de la població era de 13.360 $. Entorn del 27,9% de les famílies i el 28,3% de la població estaven per davall del llindar de pobresa.

## Poblacions properes
El següent diagrama mostra les poblacions més properes.